# جبال كومبريان
جبال كومبريان هي سلسلة جبلية تقع شمال غرب إنجلترا، يبلغ ارتفاع أعلى قممها 978 مترا، وتحتوي أيضا على سهول خضراء شاسعة.
وتعد هذه الجبال أطول جبال إنجلترا، إذ أن بها أعلى قمة، وهي قمة سكافيل (بالإنجليزية: Scafell Pike)‏، تليها قمة باو فيل (بالإنجليزية: Bow Fell)‏.
وتقع قمة سكافيل أعلى أكبر بحيرات إنجلترا، وهي بحيرة وايندرمير (بالإنجليزية: Lake Windermere)‏ وطولها 17 كم طولا، 1.6 كم عرضا.
وهذه الجبال تعد مصدرا لخامات كثيرة من أهمها الجرافيت والفحم.